# París-Niza 1954
La París-Niza 1954 fue la 12.ª edición de la París-Niza, que se disputó entre el 10 y el 14 de marzo de 1954. La carrera fue ganada por el belga Raymond Impanis, del equipo Mercier, por delante de los franceses Nello Lauredi (Terrot) y Francis Anastasi (Mercier). El conjunto Mercier se impuso en la clasificación por equipos.
El diario L'Aurore y el ayuntamiento de Niza se convierten en patrocinadores de la prueba que pasa a denominarse París-Costa Azul.
Se crea una clasificación por puntos que también gana Impanis. El líder de esta clasificación lleva un maillot verde.
El ganador se llevó 1.600.000 francos y una motocicleta Vespa.
La Federación de Ciclismo Francesa volvió a amonestar la prueba por la utilización de un maillot amarillo. La Federación entiende que este color solo se puede utilizar en el Tour de Francia.

## Participantes
En esta edición de la París-Niza tomaron la salida 89 corredores divididos en 13 equipos: Airligues, Alcyon, Bertin, Bianchi, Dilecta, Gitane-Hutchinson, Hercules, La Perle, Mercier, Peugeot, Rochet, Royal Codris y Terrot. La prueba la acabaron 46 corredores.

## Resultados de las etapas
| Etapas   | Fecha       | Recorrido            | Km       | Vencedor de etapa | Líder de la general |
| -------- | ----------- | -------------------- | -------- | ----------------- | ------------------- |
| 1ª etapa | 10 de marzo | París-Nevers         | 252.5 km | Raoul Rémy        | Raoul Rémy          |
| 2ª etapa | 11 de marzo | Nevers-Saint-Étienne | 233.5 km | Raymond Impanis   | Raymond Impanis     |
| 3ª etapa | 12 de marzo | Sant-Etiève-Vergèze  | 256 km   | Fausto Coppi      | Raymond Impanis     |
| 4ª etapa | 13 de marzo | Nimes-Cannes         | 260 km   | François Mahé     | Raymond Impanis     |
| 5ª etapa | 14 de marzo | Cannes-Niza (CRI)    | 51.5 km  | Jacques Anquetil  | Raymond Impanis     |

## Etapas

### 1ª etapa
10-03-1954. París-Nevers, 252.5 km.
Salida neutralizada: En la Torre Eiffel de París
Salida real: Sèvres
|   | Ciclista        | Equipo   | Tiempo     |
| - | --------------- | -------- | ---------- |
| 1 | Raoul Rémy      | Mercier  | 6h 27' 45" |
| 2 | Ricardo Filippi | Bianchi  | m. t.      |
| 3 | Jean Delahaye   | La Perle | m. t.      |

### 2ª etapa
11-03-1954. Nevers-Sant-Etiève, 233.5 km.
|   | Ciclista         | Equipo  | Tiempo     |
| - | ---------------- | ------- | ---------- |
| 1 | Raymond Impanis  | Mercier | 6h 25' 45" |
| 2 | Germain Derijcke | Alcyon  | m. t.      |
| 3 | Hilaire Couvreur | Terrot  | + 8"       |

### 3ª etapa
12-03-1954. Santo-Etiève-Vergèze, 256 km.
|   | Ciclista          | Equipo   | Tiempo     |
| - | ----------------- | -------- | ---------- |
| 1 | Fausto Coppi      | Bianchi  | 7h 34' 48" |
| 2 | Raymond Impanis   | Mercier  | + 7"       |
| 3 | Dominique Forlini | Hercules | m. t.      |

### 4ª etapa
13-03-1954. Nîmes-Canes, 260 km.
|   | Ciclista         | Equipo   | Tiempo     |
| - | ---------------- | -------- | ---------- |
| 1 | François Mahé    | Dilecta  | 8h 56' 53" |
| 2 | Ricardo Filippi  | Bianchi  | + 4"       |
| 3 | Lucien Lazarides | Arliguie | + 2' 17"   |

### 5ª etapa
14-03-1954. Canes-Niza, 51.5 km. (CRI)
Llegada situada al Paseo de los Ingleses. Fausto Coppi no toma la salida por culpa de un resfriado.
|   | Ciclista         | Equipo   | Tiempo     |
| - | ---------------- | -------- | ---------- |
| 1 | Jacques Anquetil | La Perle | 1h 18' 27" |
| 2 | Raymond Impanis  | Mercier  | + 29"      |
| 3 | Francis Anastasi | Mercier  | + 1' 09"   |

## Clasificaciones finales

### Clasificación general
|    | Ciclista         | Equipo       | Tiempo      |
| -- | ---------------- | ------------ | ----------- |
| 1  | Raymond Impanis  | Mercier      | 30h 49' 05" |
| 2  | Nello Lauredi    | Terrot       | + 1' 02"    |
| 3  | Francis Anastasi | Mercier      | + 1' 37"    |
| 4  | Ricardo Filippi  | Bianchi      | + 3' 01"    |
| 5  | Hilaire Couvreur | Terrot       | + 4' 26"    |
| 6  | Georges Meunier  | La Perle     | + 5' 32"    |
| 7  | Jacques Anquetil | La Perle     | + 7' 26"    |
| 8  | Jacques Renaud   | Royal Codris | + 7' 34"    |
| 9  | Maurice Blomme   | Bertin       | + 7' 41"    |
| 10 | Antonin Rolland  | Terrot       | + 7' 57"    |

## Evolución de las clasificaciones
| Etapa(Vencedor)            | Clasificación general |
| -------------------------- | --------------------- |
| Etapa 1 (Raoul Rémy)       | Raoul Rémy            |
| Etapa 2 (Raymond Impanis)  | Raymond Impanis       |
| Etapa 3 (Fausto Coppi)     | Raymond Impanis       |
| Etapa 4 (François Mahé)    | Raymond Impanis       |
| Etapa 5 (Jacques Anquetil) | Raymond Impanis       |